# Charles Dupaty
Louis-Marie-Charles-Henri Mercier Dupaty Dupaty, citato come Charles Dupaty (Bordeaux, 29 settembre 1771 – Parigi, 12 novembre 1825), è stato uno scultore francese.

## Biografia

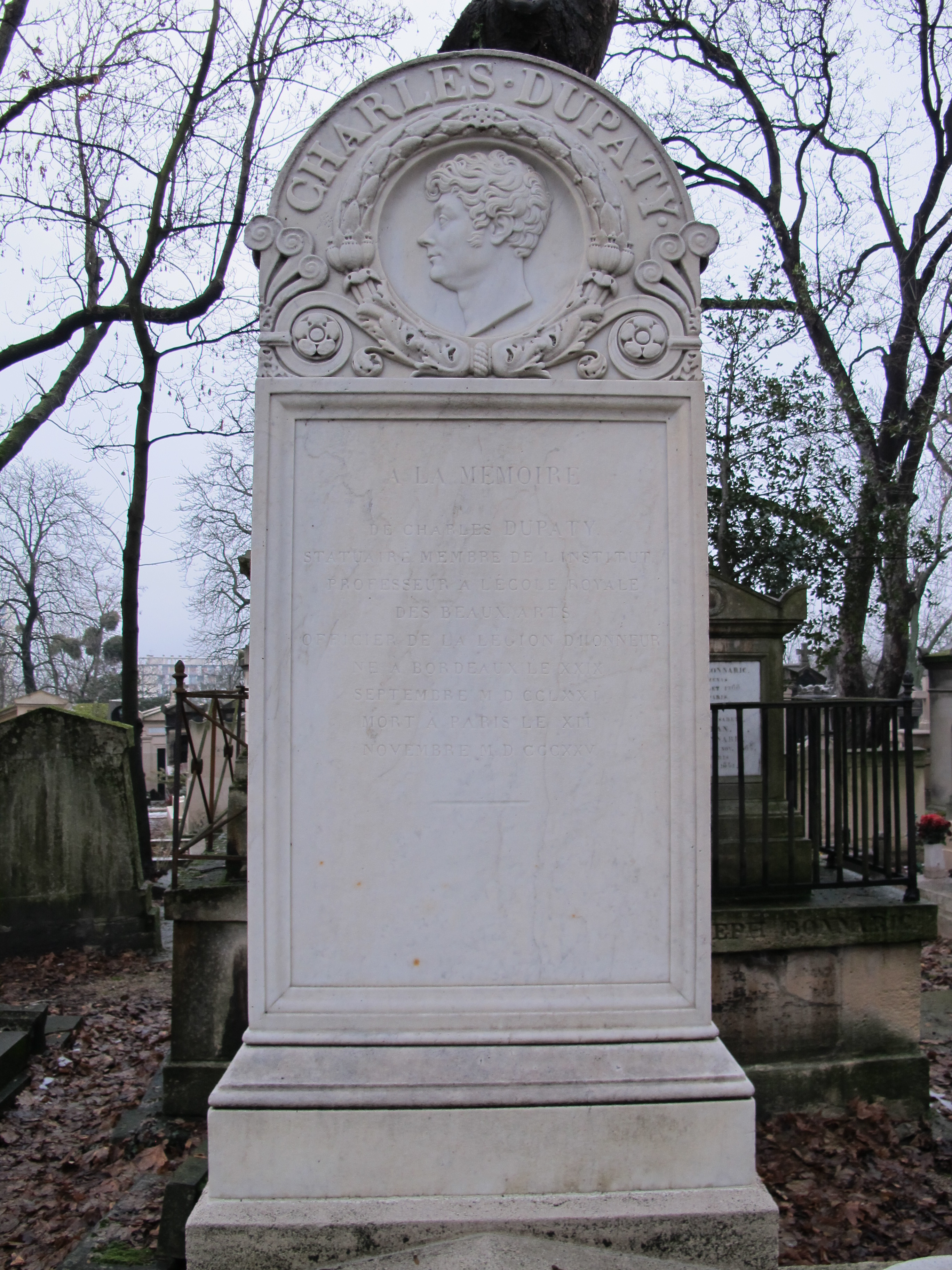
Tomba di Charles Dupaty, Parigi, Cimitero di Père-Lachaise.

Charles Dupaty era il figlio maggiore del magistrato di Bordeaux Jean-Baptiste Dupaty e di Marie Louise Adélaïde Fréteau. Era il fratello maggiore dello scrittore Emmanuel Dupaty.
Charles Dupaty era destinato alla magistratura ma preferirì dedicarsi alle arti. Studiò scultura all'Ecole des Beaux-Arts di Parigi nello studio di François-Frédéric Lemot e vinse il primo Grand Prix de Rome in scultura nel 1799 con l'opera Périclès in visita ad Anaxagoras. Scelse di perfezionarsi in Italia e al suo ritorno fu nominato membro dell'Institut de France nel 1816, poi professore all'Ecole des Beaux-Arts di Parigi il 16 aprile 1823, in sostituzione di Jean-Antoine Houdon.